# Covellite
La covellite (simbolo IMA: Cv), noto anche con il suo nome chimico solfuro rameico, è un minerale comune della classe dei minerali di "solfuri e solfosali". La sua composizione chimica è CuS, cioè è costituito da parti uguali di rame e zolfo e pertanto, da un punto di vista chimico, è solfuro rameico.

## Etimologia e storia
Il minerale fu descritto per la prima volta nel 1815 da Johann Carl Freiesleben come "minerale di rame di un eccellente smalto scuro, di colore indaco o blu nerastro, che è un po' più chiaro e più fresco nella cava che in superficie, dove diventa presto nerastro"; la covellite è stata scoperta nelle vicinanze di Sangerhausen in parte sotto forma di spesse lastre e in parte in strati tra strati di ardesia di rame. Freiesleben sospettò un nuovo tipo di minerale e lo classificò tra un minerale di rame colorato (calcopirite) e vetro di rame (calcocite), ma menzionò anche che Martin Heinrich Klaproth lo considerava una varietà di minerale di rame colorato.
Nel 1818, Johann Friedrich August Breithaupt citò la scoperta di Freiesleben nella sua opera Handbuch der Mineralogie, ma scoprì che il minerale non era solo un minerale di rame o vetro appannato, come sospettato, ma era costantemente di colore blu e non metallico. Si riferì quindi al minerale come a un indaco di rame in base al suo colore caratteristico, ma senza determinarne la composizione chimica.
L'esatta composizione chimica non fu determinata fino al 1827 da Nicola Covelli (anche Niccolò Covelli, 1790-1829) su del materiale proveniente dal Vesuvio e da Friedrich August Walchner (1799-1865) su campioni provenienti dalla fossa di Haus Baden (Badenweiler, Baden-Württemberg).
Il suo nome covellite, valido ancora oggi, fu definitivamente stabilito nel 1832 da François Sulpice Beudant, che chiamò il minerale in onore del mineralogista italiano Covelli. Questo nome prevalse anche nella letteratura di lingua tedesca.

## Classificazione
Già nell'8ª edizione della sistematica dei minerali secondo Strunz, la covellite apparteneva alla classe dei "solfuri e solfosali" e lì alla sottoclasse dei "solfuri con il rapporto di quantità della sostanza del metallo (M) : zolfo (S) = 1:1", dove ha dato il nome alla “serie della covellite” con il sistema nº II/B.15 insieme agli altri membri idaite, klockmannite e valleriite e vulcanite.
Nella Sistematica dei lapis (Lapis-Systematik) di Stefan Weiß, che si basa ancora su questa classificazione classica di Strunz per rispetto dei collezionisti privati e delle collezioni istituzionali, al minerale è stato assegnato il sistema e il numero di minerale II/C.22-10. In questa Sistematica ciò corrisponde alla divisione "Solfuri con metallo: S,Se,Te ≈ 1:1", dove la covellite insieme a erazoite, idaite, klockmannite e nukundamite forma un gruppo indipendente, ma senza nome (a partire dal 2018).
Anche la 9ª edizione della sistematica minerale di Strunz, valida dal 2001 e aggiornata dall'Associazione Mineralogica Internazionale (IMA) fino al 2009, classifica la covellite nel dipartimento "2.C Solfuri metallici, M: S = 1: 1 (e similari)". Tuttavia, questo è ulteriormente suddiviso in base ai metalli predominanti nel composto, in modo che il minerale possa essere trovato nella suddivisione "2.CA Con Cu" in base alla sua composizione, dove è l'unico membro del gruppo senza nome 2.CA.05a.
La classificazione dei minerali di Dana, che viene utilizzata principalmente nel mondo anglosassone, classifica la covellite nella classe dei "solfuri e solfosali" e lì nella sottoclasse dei "minerali solfuri". La si trova insieme alla klockmannite nel "gruppo della covellite" con il sistema nº 02.08.12 all'interno della suddivisione "Solfuri – compresi seleniuri e tellururi – con composizione AmBnXp, con (m+n):p = 1:1".

## Abito cristallino
La covellite cristallizza isotipicamente con la klockmannite nel sistema esagonale nel gruppo spaziale P63/mmc (gruppo nº 194) con i parametri del reticolo a = 3,79 Å e c = 16,34 Å così come sei unità di formula per cella unitaria.
Rispetto ad altri composti, la cui formula di rapporto è anch'essa AB e che di solito cristallizzano nei pacchetti sferici più densi, la covellite è molto più complicata. Dei sei atomi di zolfo presenti nella cella elementare, quattro sono presenti come due anioni disolfuro (S2−2) con una lunghezza di legame di d(S–S) = 2,07 Å, simile agli atomi di zolfo nella pirite o nella patrónite. I restanti due atomi di zolfo sono anioni solfuro isolati (S2−). Esistono anche due diversi gruppi di cationi di rame. Quattro dei cationi sono singolarmente carichi (Cu+) e tetraedrici circondati da zolfo. Un angolo del tetraedro è costituito da un singolo anione solfuro e i restanti tre angoli sono formati da atomi di zolfo che fanno parte di un anione disolfuro. Gli altri due atomi di rame sono doppiamente carichi (Cu2+) e trigonali-planari circondati da tre singoli anioni di zolfo.

## Caratteristiche chimico-fisiche
Con una durezza Mohs che va da 1,5 a 2, la covellite è uno dei minerali morbidi che possono essere graffiati con un'unghia, simile al gesso, che è minerale di riferimento (durezza 2). Grazie alla sua struttura a strati, il minerale può anche essere diviso molto facilmente in fogli sottili e flessibili.
La covellite ha proprietà ottiche insolite. A causa di un'elevata dispersione ottica, il colore del minerale cambia notevolmente a seconda del mezzo in cui si trova. Ad esempio, il minerale secco appare blu nell'aria, viola quando è bagnato con acqua. Se viene immerso in un olio altamente rifrangente, la covellite appare rossa.
Davanti al cannello a soffiatura, la covellite si scioglie facilmente e brucia con fiamma blu liberando anidride solforosa (SO2). È facilmente solubile in acido nitrico, dove lo zolfo elementare viene separato.
Al di sotto di 1,63 K, la covellite diventa un superconduttore. La covellite è il primo minerale naturale conosciuto a mostrare questo effetto.
Altre caratteristiche della covellite sono: 
- Pleocroismo: Blu scuro, blu-biancastro[3]
- Fotoelettricità: 31,55 barn/cc[3]
- Indice di fermioni: 0,0025153223[3]
- Indice di bosone: 0,9974846777[3]

## Modificazioni e varietà
Sono note in totale tre varietà di covellite. La covellite che rimane blu e che è stata descritta per la prima volta da Paul Ramdohr nel 1931, contiene un surplus di rame (68% invece del 66% di rame in peso). Ciò si traduce in un cambiamento significativo delle proprietà ottiche. La varietà rimane blu anche in acqua e olio e non cambia colore.
Altre due varietà di covellite contengono argento e selenio oltre a rame e zolfo.

## Origine e giacitura
La covellite è un tipico minerale secondario e si forma per erosione insieme ad altri minerali secondari come anilite, bornite, calcocite, digenite e djurleite nella cosiddetta zona di cementazione (al di sotto della zona di ossidazione) nella zona della falda freatica o appena sotto. I minerali di partenza pirite (FeS2) e calcopirite (CuFeS2) e la calcantite disciolta (CuSO4·5 H2O), che si è già formata nella zona di ossidazione, vengono convertiti secondo le seguenti equazioni di reazione:
{\displaystyle \mathrm {4\ FeS_{2}+7\ CuSO_{4}+4\ H_{2}O\longrightarrow 7\ CuS+4\ FeSO_{4}+4\ H_{2}SO_{4}} }
{\displaystyle \mathrm {CuFeS_{2}+CuSO_{4}\longrightarrow 2\ CuS+FeSO_{4}} }
A causa delle sue condizioni di formazione, la covellite si trova spesso come uno strato sottile sopra altri minerali. Questo tipo di rivestimenti covellite può essere trovato in molti giacimenti minerali di rame. Le zone di ossidazione e cementazione spesse e ricche di minerali si verificano principalmente dove il livello delle acque sotterranee è soggetto a grandi fluttuazioni. Le zone a clima arido e tropicale-arido offrono quindi condizioni di formazione particolarmente favorevoli.
Raramente, la covellite si forma anche come minerale primario in condizioni idrotermali.
La stessa covellite diventa il minerale di partenza nella formazione di azzurrite e malachite, nonché di una miscela minerale disomogenea nota come pece di rame.
Sebbene la covellite sia comune, di solito è presente solo in piccole quantità. Una località importante e allo stesso tempo la località tipo è il Vesuvio in Italia, dove è stato creato come prodotto sublimatico. Cristalli più grandi sono stati trovati ad Alghero in Sardegna. Altre scoperte con maggiori quantità di covellite sono state fatte nello scisto rameico di Mansfeld vicino a Sangerhausen, nei giacimenti di rame della Bassa Slesia intorno a Lubin in Polonia, vicino a Leogang in Austria, Bor in Serbia, negli stati americani di Montana, Alaska, Colorado e Utah e La Rioja in Argentina.

## Forma in cui si presenta in natura
I cristalli sono rari. La covellite è generalmente opaca e traslucida solo in fogli di sfaldatura molto sottili. Raramente sviluppa cristalli ben formati, da tabulari a frondosi, di dimensioni fino a 10 cm. Di solito si trova sotto forma di croste a grana fine o sentori polverosi su altri minerali. I campioni freschi della covellite sono di caratteristico colore dal blu indaco al blu-nero e hanno una lucentezza da grassa a semi-metallica. Nell'aria, il minerale si appanna dopo un po' di tempo parzialmente nerastro o variegato e diventa opaco.